# 4730 Xingmingzhou
A 4730 Xingmingzhou (ideiglenes jelöléssel 1980 XZ) a Naprendszer kisbolygóövében található aszteroida. A Bíbor-hegyi Obszervatórium fedezte fel 1980. december 7-én.